# هولز (تينيسي)
هولز (بالإنجليزية: Halls, Tennessee)‏ هي بلدة تقع بولاية تينيسي في الولايات المتحدة. تبلغ مساحتها 9.5 (كم²)، وترتفع عن سطح البحر 95 م، بلغ عدد سكانها 2255 نسمة في عام 2010 حسب إحصاء مكتب تعداد الولايات المتحدة وتصل الكثافة السكانية فيها 243.6 نسمة/كم2.

## التركيبة السكانية
حدّد مكتب تعداد الولايات المتحدة بيانات التركيبة السكانية لهولز في تعداد الولايات المتحدة. في ما يلي، التركيبة السكانية حسب تعدادي 2000 و2010.

### تعداد عام 2000
بلغ عدد سكان هولز 2,311 نسمة بحسب تعداد عام 2000، وبلغ عدد الأسر 946 أسرة وعدد العائلات 642 عائلة مقيمة في البلدة. في حين سجلت الكثافة السكانية 241.7 نسمة لكل كيلومتر مربع (626.0/ميل2). وبلغ عدد الوحدات السكنية 1,051 وحدة بمتوسط كثافة قدره 109.9 لكل كيلومتر مربع (284.6/ميل2).
وتوزع التركيب العرقي للبلدة بنسبة 70.45% من البيض و28.13% من الأمريكيين الأفارقة و0.48% من الأمريكيين الأصليين و0.09% من الأمريكيين ذوي الأصول الآسيوية و0.04% من سكان جزر المحيط الهادئ و0.17% من الأعراق الأخرى و0.65% من عرقين مختلطين أو أكثر و0.65% من الهسبانيون أو اللاتينيون من أي عرق.
بلغ عدد الأسر 946 أسرة كانت نسبة 35.4% منها لديها أطفال تحت سن الثامنة عشر تعيش معهم، وبلغت نسبة الأزواج القاطنين مع بعضهم البعض 45.3% من أصل المجموع الكلي للأسر، ونسبة 17.7% من الأسر كان لديها معيلات من الإناث دون وجود شريك،  بينما كانت نسبة 4.9% من الأسر لديها معيلون من الذكور دون وجود شريكة وكانت نسبة 32.1% من غير العائلات. تألفت نسبة 30% من أصل جميع الأسر من عدة أفراد يعيشون في نفس المنزل ونسبة 15.9% كانت تتألف من شخص يعيش بمفرده يبلغ من العمر 65 عاماً أو أكثر. وبلغ متوسط حجم الأسرة المعيشية 2.44، أما متوسط حجم العائلات فبلغ 3.03.
بلغ العمر الوسطي للسكان 37.4 عاماً. وكانت نسبة 26.7% من القاطنين تحت سن الثامنة عشر، وكانت نسبة 7.7% بين الثامنة عشر والرابعة والعشرين عاماً، ونسبة 26.8% كانت واقعةً في الفئة العمرية ما بين الخامسة والعشرين والرابعة والأربعين عاماً، ونسبة 22.3% كانت ما بين الخامسة والأربعين والرابعة والستين، ونسبة 16.4% كانت ضمن فئة الخامسة والستين عاماً فما فوق. يوجد لكل 100 أنثى 87.1 ذكر، ويوجد لكل 100 أنثى في الثامنة عشر من عمرها فما فوق 81.8 ذكر.
بلغ متوسط دخل الأسرة في البلدة 24,142 دولارًا، أما متوسط دخل العائلة فبلغ 29,063 دولارًا. وكان متوسط دخل الذكور 26,528 دولارًا مقابل 19,300 دولارًا للإناث. وسجل دخل الفرد الخاص بالبلدة 15,011 دولارًا. وكانت نسبة 21.8% من العائلات ونسبة 23.3% من السكان تحت خط الفقر، وكان من هؤلاء نسبة 29.2% تحت سن الثامنة عشر ونسبة 29% في الخامسة والستين من العمر وما فوق.

### تعداد عام 2010
بلغ عدد سكان هولز 2,255 نسمة بحسب تعداد عام 2010، وبلغ عدد الأسر 921 أسرة وعدد العائلات 609 عائلة مقيمة في البلدة. في حين سجلت الكثافة السكانية 235.9 نسمة لكل كيلومتر مربع (611.0/ميل2). وبلغ عدد الوحدات السكنية 1,049 وحدة بمتوسط كثافة قدره 109.7 لكل كيلومتر مربع (284.1/ميل2).
وتوزع التركيب العرقي للبلدة بنسبة 70.24% من البيض و26.92% من الأمريكيين الأفارقة و0.35% من الأمريكيين الأصليين و0.80% من الأعراق الأخرى و1.69% من عرقين مختلطين أو أكثر و1.29% من الهسبانيون أو اللاتينيون من أي عرق.
بلغ عدد الأسر 921 أسرة كانت نسبة 36.6% منها لديها أطفال تحت سن الثامنة عشر تعيش معهم، وبلغت نسبة الأزواج القاطنين مع بعضهم البعض 40.3% من أصل المجموع الكلي للأسر، ونسبة 21.8% من الأسر كان لديها معيلات من الإناث دون وجود شريك،  بينما كانت نسبة 4% من الأسر لديها معيلون من الذكور دون وجود شريكة وكانت نسبة 33.9% من غير العائلات. تألفت نسبة 30.7% من أصل جميع الأسر من عدة أفراد يعيشون في نفس المنزل ونسبة 13.7% كانت تتألف من شخص يعيش بمفرده يبلغ من العمر 65 عاماً أو أكثر. وبلغ متوسط حجم الأسرة المعيشية 2.45، أما متوسط حجم العائلات فبلغ 3.04.
بلغ العمر الوسطي للسكان 36.1 عاماً. وكانت نسبة 27.9% من القاطنين تحت سن الثامنة عشر، وكانت نسبة 7.8% بين الثامنة عشر والرابعة والعشرين عاماً، ونسبة 24.9% كانت واقعةً في الفئة العمرية ما بين الخامسة والعشرين والرابعة والأربعين عاماً، ونسبة 24% كانت ما بين الخامسة والأربعين والرابعة والستين، ونسبة 15.3% كانت ضمن فئة الخامسة والستين عاماً فما فوق. وتوزع التركيب الجنسي للسكان بنسبة 46.1% ذكور و53.9% إناث.

## أعلام
- ميلتون إم. كلاين
- جون إس. تانر
- بيل آي. ويلي

## وصلات خارجية
- The US50 - Cities and Towns in Tennessee State
- Tennessee Cities and Towns, Facts, Map, Flag, Colleges, Government, and More